# Miss USA 2014
Miss USA 2014 fue la 63.ª edición del certamen Miss USA. Se llevó a cabo el 8 de junio en el Baton Rouge River Center de Baton Rouge, Luisiana. Candidatas provenientes de los 50 estados del país y el Distrito de Columbia compitieron por la corona. Al final del evento Erin Brady, Miss USA 2013 de Connecticut coronó a Nia Sanchez de Nevada como su sucesora.
Por primera vez en la historia, el certamen tuvo una duración de 3 horas; durante las mismas hubo un espacio extra para conocer más sobre las semi-finalistas. Al igual que la edición anterior, el público votó en Twitter por su candidata favorita para completar el Top 6 de finalistas.

## Resultados
| Posiciones        | Delegada |
| ----------------- | --- |
| Miss USA 2014     | - Nevada - Nia Sanchez |

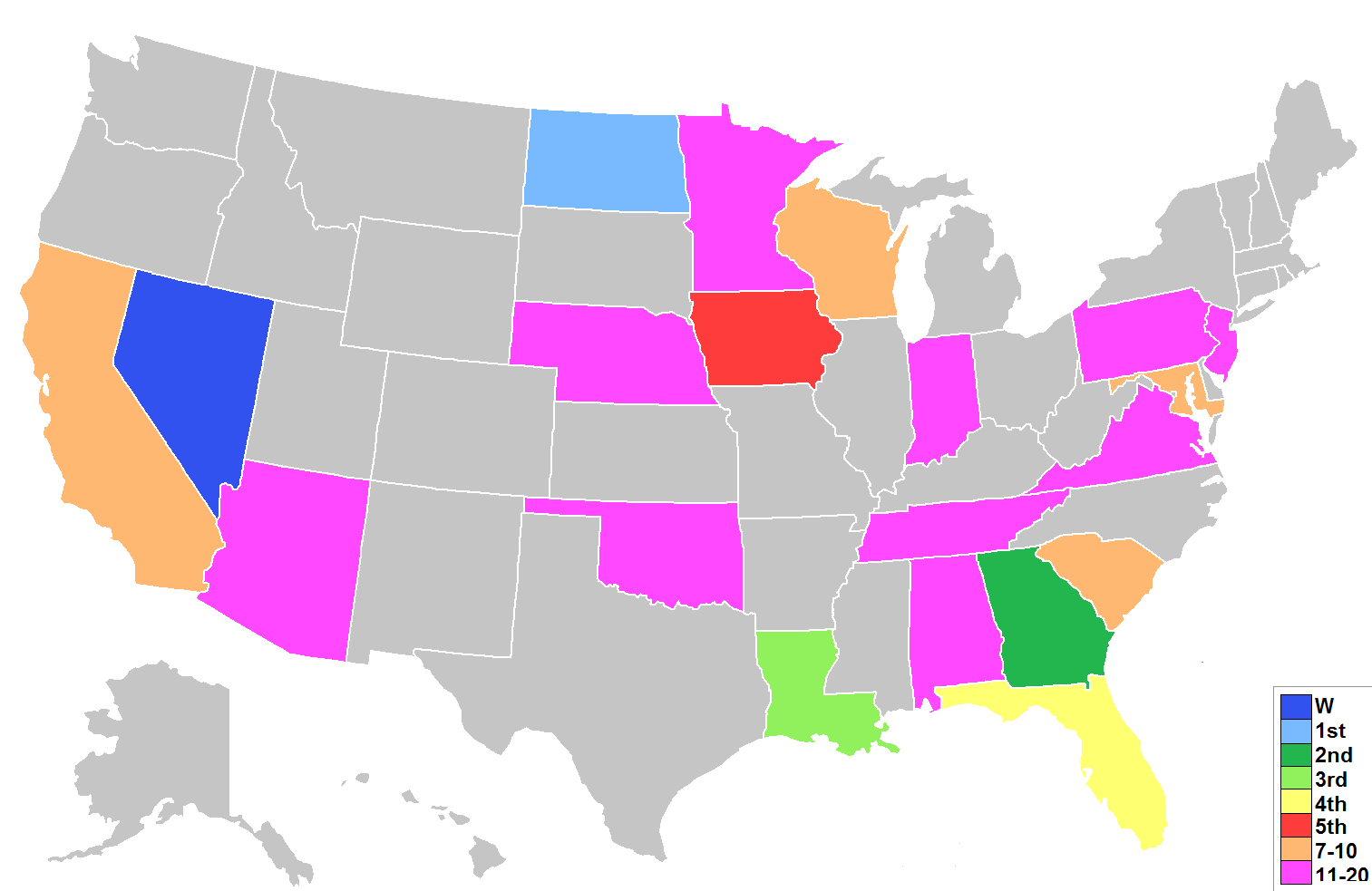
Mapa que muestra las posiciones obtenidas en el certamen.

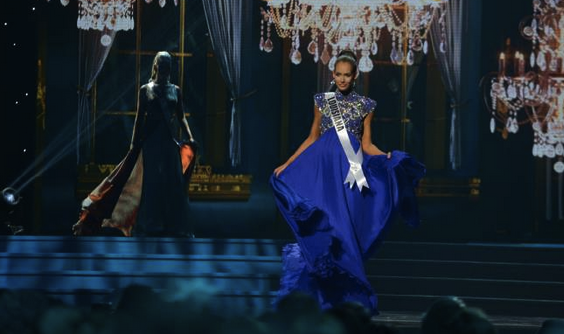
Miss Luisiana (Anfitriona) durante la competencia preliminar.

| Primera Finalista | - Dakota del Norte - Audra Mari |
| Segunda Finalista | - Georgia - Tiana Griggs |
| Tercera Finalista | - Luisiana - Brittany Guidry |
| Cuarta Finalista  | - Florida - Brittany Oldehoff |
| Quinta Finalista  | - Iowa - Carlyn Bradarich |
| Top 10            | - California - Cassandra Kunze - Carolina del Sur - Christina Zapolski - Maryland - Taylor Burton - Wisconsin - Bishara Dorre |
| Top 20            | - Alabama - Jesica Ahlberg - Arizona - Jordan Wessel - Indiana - Mekayla Diehl - Minesota - Haley O'Brien - Nebraska - Amanda Soltero - Nueva Jersey - Emily Shah - Oklahoma - Brooklynne Young - Pensilvania - Valerie Gatto - Tennessee - Kristy Landers Niedenfuer - Virginia - Arielle Rosmarino |

§ Más votada por el público vía Twitter.

### Premios especiales
| Premio Especial | Candidata                          |
| --------------- | ---------------------------------- |
| Miss Simpatía   | - Rhode Island - Christina Palavra |
| Miss Fotogénica | - California - Cassandra Kunze     |

## Relevancia Histórica de Miss USA 2014
- Nevada gana por primera vez el título de Miss USA.
- Dakota del Norte obtiene el puesto de Primera Finalista por primera vez.
- Georgia obtiene el puesto de Segunda Finalista por quinta vez. La última vez que obtuvo esta posición fue en 2006.
- Luisiana obtiene el puesto de Tercera Finalista por quinta vez. La última vez que obtuvo esta posición fue en 1989.
- Florida obtiene el puesto de Cuarta Finalista por quinta vez. La última vez que obtuvo esta posición fue en 2006.
- Iowa obtiene el puesto de Quinta Finalista por primera vez.
- Alabama, California, Carolina del Sur, Luisiana, Maryland, Nevada  y Pensilvania repiten clasificación a los cuartos de final.
- Alabama clasifica por quinto año consecutivo.
- Carolina del Sur clasifica por cuarto año consecutivo.
- Maryland clasifica por noveno año consecutivo.
- Luisiana y Nevada clasifican por tercer año consecutivo.
- California y Pensilvania clasifican por segundo año consecutivo.
- Georgia, Nueva Jersey, Oklahoma y Tennessee clasificaron por última vez en 2012.
- Arizona, Florida e Indiana clasificaron por última vez en 2011.
- Nebraska y Virginia clasificaron por última vez en 2010.
- Minnesota clasificó por última vez en 2009.
- Wisconsin clasificó por última vez en 2007.
- Iowa clasificó por última vez en 2000.
- Dakota del Norte clasificó por última vez en 1996.

## Candidatas
51 Candidatas participaron en el certamen:
| Estado/Distrito      | Candidata                 | Residencia       | Edad1 | Estatura | Puesto                                 | Notas |
| -------------------- | ------------------------- | ---------------- | ----- | -------- | -------------------------------------- | --- |
| Alabama              | Jesica Ahlberg            | Selma            | 23    | 5'6      | Top 20                                 | |
| Alaska               | Kendall Bautista          | Eagle River      | 21    | 5'7      |                                        | |
| Arizona              | Jordan Wessel             | Ahwatukee        | 21    | 5'9      | Top 20                                 | |
| Arkansas             | Helen Wisener             | Sherwood         | 20    | 5'7      |                                        | |
| California           | Cassandra Kunze           | Los Ángeles      | 20    | 5'10     | Top 10                                 | Previamente Miss Teenage California.                                                                                                  |
| Carolina del Norte   | Olivia Olvera             | Hope Mills       | 24    | 5'4      |                                        | |
| Carolina del Sur     | Christina Zapolski        | Charleston       | 21    | 5'11.5   | Top 10                                 | |
| Colorado             | Eleanna Livaditis         | Centennial       | 24    | 5'8      |                                        | |
| Connecticut          | Desirée Pérez             | Stamford         | 25    | 5'5      |                                        | Nacida Venezuela Previamente Miss Connecticut U.S. Internacional 2013                                                                 |
| Dakota del Norte     | Audra Mari                | Fargo            | 20    | 5'10     | Primera Finalista                      | Previamente Miss North Dakota Teen USA 2011 y primera finalista en Miss Teen USA 2011                                                 |
| Dakota del Sur       | Brittney Palmer           | Brookings        | 24    | 5'6      |                                        | |
| Delaware             | Kelsey Miller             | Wilmington       | 22    | 5'10     |                                        | Previamente Miss Delaware Teen USA 2009                                                                                               |
| Distrito de Columbia | Ciera Nicole Butts        | Washington D. C. | 23    | 5'8      |                                        | |
| Florida              | Brittany Oldehoff         | Fort Lauderdale  | 24    | 5'11     | Cuarta Finalista                       | Previamente fue modelo en la 7.ª temporada de Project Runway                                                                          |
| Georgia              | Tiana Griggs              | Monticello       | 23    | 5'9      | Segunda Finalista                      | |
| Hawái                | Moani Hara                | Honolulu         | 23    | 5'6      |                                        | Previamente "Miss Hawaii's Outstanding Teen 2007"                                                                                     |
| Idaho                | Yvette Bennett            | Boise            | 23    | 5'7      |                                        | Previamente Miss Idaho U.S. Internacional 2013                                                                                        |
| Illinois             | Lexi Atkins               | Champaign        | 20    | 5'8      |                                        | Previamente Miss Illinois Teen USA 2010 primera finalista en Miss Teen USA 2010                                                       |
| Indiana              | Mekayla Diehl             | Bristol          | 24    | 5'9      | Top 20                                 | |
| Iowa                 | Carlyn Bradarich          | Iowa City        | 23    | 5'9      | Quinta Finalista (Elegida del público) | Hermana de Ashley Bradarich, Miss Illinois USA 2010                                                                                   |
| Kansas               | Audrey Banach             | Kansas City      | 20    | 5'8      |                                        | |
| Kentucky             | Destin Kincer             | Whitesburg       | 20    | 5'9      |                                        | |
| Luisiana             | Brittany Guidry           | Houma            | 20    | 5'9      | Tercera Finalista                      | Previamente Miss Luisiana Teen USA 2009 y cuarta finalista en Miss Teen USA 2009                                                      |
| Maine                | Samantha Dahlborg         | Gorham           | 19    | 5'8      |                                        | |
| Maryland             | Taylor Burton             | La Plata         | 24    | 5'10     | Top 20                                 | |
| Massachusetts        | Caroline Lunny            | Holliston        | 22    | 5'10     |                                        | Previamente Miss Massachusetts Teen USA 2008 y Top 15 en Miss Teen USA 2008                                                           |
| Míchigan             | Elizabeth Ivezaj          | Macomb           | 23    | 5'6      |                                        | Nacidad en Albania |
| Minesota             | Haley O'Brien             | Excelsior        | 21    | 5'7      | Top 20                                 | Previamente Miss Minnesota Teen USA 2010 y "Miss Collegiate America 2012"                                                             |
| Misisipi             | Chelsea Reardon           | Southaven        | 22    | 5'8      |                                        | |
| Misuri               | Erica Sturdefant          | Springfield      | 22    | 5'9      |                                        | Previously Miss Missouri Teen USA 2010                                                                                                |
| Montana              | Kadie Latimer             | Kalispell        | 23    | 5'8      |                                        | |
| Nebraska             | Amanda Soltero            | Columbus         | 22    | 5'7      | Top 20                                 | Previamente Miss Nebraska Teen USA 2010                                                                                               |
| Nevada               | Nia Sanchez               | Las Vegas        | 23    | 5'6      | Miss USA 2014                          | Primera Finalista en Miss Universo 2014                                                                                               |
| Nuevo Hampshire      | Bridget Brunet            | South Hampton    | 25    | 5'4      |                                        | |
| Nueva Jersey         | Emily Shah                | Edison           | 18    | 5'6      |                                        | |
| Nuevo México         | Mekayla Diehl             | Farmington       | 22    | 5'9      | Top 20                                 | |
| Nueva York           | Candace Kuykendall        | Rochester        | 24    | 5'7      |                                        | |
| Ohio                 | Madison Gesiotto          | Massillon        | 21    | 5'3      |                                        | |
| Oklahoma             | Brooklynne Young          | Norman           | 18    | 5'8      | Top 20                                 | |
| Oregón               | Emma Pelett               | Portland         | 26    | 5'8      |                                        | |
| Pensilvania          | Valerie Gatto             | Pittsburgh       | 23    | 5'5      | Top 20                                 | |
| Rhode Island         | Christina Palavra         | Providence       | 18    | 5'11     |                                        | |
| Tennessee            | Kristy Landers Niedenfuer | Nashville        | 21    | 5'10     | Top 20                                 | |
| Texas                | Lauren Guzmán             | Laredo           | 23    | 5'10     |                                        | Previamente Miss Texas Teen USA 2008                                                                                                  |
| Utah                 | Angelia Layton            | Manti            | 21    | 5'7      |                                        | Previamente Miss Utah Teen USA 2010 y tercera finalista en Miss Teen USA 2010                                                         |
| Vermont              | Gina Bernasconi           | Colchester       | 19    | 5'8      |                                        | |
| Virginia             | Arielle Rosmarino         | Salem            | 24    | 5'10     | Top 20                                 | |
| Virginia Occidental  | Charisse Haislop          | Parkersburg      | 24    | 5'7      |                                        | |
| Washington           | Allyson Rowe              | Spokane          | 25    | 5'6      |                                        | |
| Wisconsin            | Bisharra Dorre            | Milwaukee        | 23    | 5'7      | Top 10                                 | Previamente Miss Wisconsin Teen USA 2006, "Miss Wisconsin's Outstanding Teen 2007" y Top 10 en "Miss America's Outstanding Teen 2008" |
| Wyoming              | Lexi Hill                 | Gillette         | 19    | 5'5      |                                        | |

## Panel de Jueces
Competencia Preliminar:
- Bryce Townsend
- Carole Gist
- Chantal Russell
- Fred Nelson
- Janna Ronert
- Jeanne Burns
- Scott Balber

Jueces finales:
- Rumer Willis, actriz estadounidense.
- Allie LaForce, Miss Teen USA 2005.
- Bárbara Palacios, Miss Venezuela 1986 y Miss Universo 1986.
- Ian Ziering, actor estadounidense.
- Melissa Peterman, actriz y comediante estadounidense.

## Música
- Competencia en traje de baño – y "Cruise" de Florida Georgia Line con Nelly (en vivo)[3]
- Competencia en traje de noche – Decidiste dejarme y Tu tiempo ya se fue de Camila
- Top 6 Final Look – "This Is How We Roll"[4]

## Historia del certamen
- Miss USA